# Нгигми
Нгигми (фр. N'guigmi) — город в юго-восточной части Нигера.

## География
Город расположен недалеко от озера Чад; до того как озеро отступило, город располагался на его берегу. Находится в 120 км к северо-востоку от города Диффа и в 1200 км к востоку от столицы страны, города Ниамей, в устье пересыхающей реки Дилиа-Боссо, ранее впадавшей в озеро Чад. Является административным центром департамента Нгими региона Диффа. Климат города характеризуется как тропический засушливый; средний годовой уровень осадков составляет менее 200 мм. Влажный сезон длится с середины июня по середину сентября.  Высота города над уровнем моря — 297 м.
| Показатель                    | Янв. | Фев. | Март | Апр. | Май  | Июнь | Июль | Авг.  | Сен. | Окт. | Нояб. | Дек. | Год   |
| ----------------------------- | ---- | ---- | ---- | ---- | ---- | ---- | ---- | ----- | ---- | ---- | ----- | ---- | ----- |
| Средний суточный максимум, °C | 28,7 | 32,0 | 36,0 | 39,7 | 40,7 | 40,0 | 37,2 | 35,3  | 37,3 | 37,4 | 33,3  | 30,0 | 35,6  |
| Средняя температура, °C       | 20,7 | 23,5 | 27,7 | 31,3 | 32,7 | 32,6 | 30,9 | 29,6  | 30,4 | 29,4 | 25,3  | 21,8 | 28,0  |
| Средний суточный минимум, °C  | 12,8 | 15,1 | 19,4 | 22,9 | 24,5 | 25,0 | 24,6 | 23,7  | 23,5 | 21,5 | 17,2  | 13,6 | 20,3  |
| Норма осадков, мм             | 0,0  | 0,0  | 0,1  | 0,6  | 4,9  | 10,9 | 55,3 | 100,3 | 14,8 | 0,6  | 0,0   | 0,0  | 187,5 |

## Население
По данным на 2013 год численность населения города составляла 25 475 человек.
Динамика численности населения города по годам:
| 1977  | 1988  | 2001   | 2013   |
| ----- | ----- | ------ | ------ |
| 8 267 | 9 537 | 15 807 | 25 475 |